# Brazieria erasa
Brazieria erasa е вид охлюв от семейство Zonitidae.

## Разпространение
Този вид е разпространен в Микронезия.